# Ixeris longirostrata
Ixeris longirostrata là một loài thực vật có hoa trong họ Cúc. Loài này được (Hayata) Nakai mô tả khoa học đầu tiên năm 1920.